# Toluca (Baja California)
Toluca o Ejido Toluca, es una localidad mexicana del estado de Baja California, dentro del municipio de Mexicali y contaba con una población de 1060 habitantes en el año 2010. A finales del 2001 se le consideraba en el ámbito municipal, como un ejido y pertenece a la delegación Batáquez.

## Toponimia
Toluca, recibe su nombre como un homenaje a la ciudad de Toluca de Lerdo, capital del Estado de México. 

## Geografía
Según datos del INEGI, se encuentra ubicada en las coordenadas 32°25"48' de latitud norte y 115°4"59' de longitud oeste;
El poblado se encuentra en la zona norte-centro del valle de Mexicali. Su vía principal la constituye la carretera ramal 27 que conecta hacia el sur a con la carretera estatal 2, que recorre el municipio conectando la ciudad de Mexicali en el oeste con Los Algodones en el extremo este. Por la citada carretera estatal 2 hacia el oeste, a poco más de 2.5 km de distancia, se encuentra el poblado del ejido Veracruz Uno; y al este dista 2.2 km del crucero de la carreteras estatales No. 2 y 3, dicho crucero es conocido como “crucero del ejido Toluca”.